# Kawar KJ Yousef
Kawar KJ Yousef, född 23 augusti 1989, är en svensk musikproducent och låtskrivare. Han har skrivit och producerat musik åt bland andra Medina (musikgrupp), John de Sohn, Sebastian Stakset, Andreas Wijk, Venior, Sebastian Mikael, Lazee. 